# 大境瑶族乡
大境瑶族乡是中华人民共和国广西壮族自治区桂林市灵川县下辖的一个民族乡。

## 行政区划
大境瑶族乡下辖以下村级行政区划单位：
大境村、永同村、新寨村、金竹村、松江村、乐育村、黄泥江村和群英村。